# Аденоасоційований вірус
Аденоасоційований вірус (англ. Adeno-associated dependoparvovirus A, AAV) — малий вірус, що інфікує клітини людини і деяких інших приматів. Аденоасоційований вірус, мабуть, не викликає захворювання у людини і, відповідно, викликає слабку імунну відповідь.
Аденоасоційований вірус може інфікувати клітини що діляться і не діляться, і може вбудовувати свій геном в геном господаря. Ці особливості роблять AAV особливо привабливим кандидатом для створення вірусних векторів для генотерапії.
Аденоасоційований вірус належить до роду Dependoparvovirus родини парвовирусов (Parvoviridae). Вірус має невеликі розміри (20 нм), не має ліпідної оболонки і не кодує власних ферментів реплікації.